# Profondità di compensazione dei carbonati
La profondità di compensazione dei carbonati, in sigla CCD (dall'inglese Carbonate (o Calcite) Compensation Depth), è la profondità nelle acque oceaniche al di sotto della quale il tasso di accumulo della calcite (la forma più comune del carbonato di calcio) è inferiore al suo tasso di solvatazione e pertanto la calcite viene disciolta nell'acqua. Si ha analogamente una profondità di compensazione dell'aragonite (ACD) che indica il livello in cui si instaura lo stesso fenomeno per l'aragonite, l'altra comune forma polimorfa del carbonato di calcio.
Il livello attuale della CCD nell'Oceano Pacifico è situato attorno a 4.200-4.500 metri, nella parte temperata e tropicale dell'Oceano Atlantico si posiziona attorno ai 5.000 m, mentre nell'Oceano Indiano si trova ad una posizione intermedia. Studi sulla dissoluzione del carbonato di calcio nell'acqua marina furono condotti in particolare dall'oceanografo John Murray, che fu il primo ad identificare la profondità di compensazione dei carbonati negli oceani.

## Descrizione

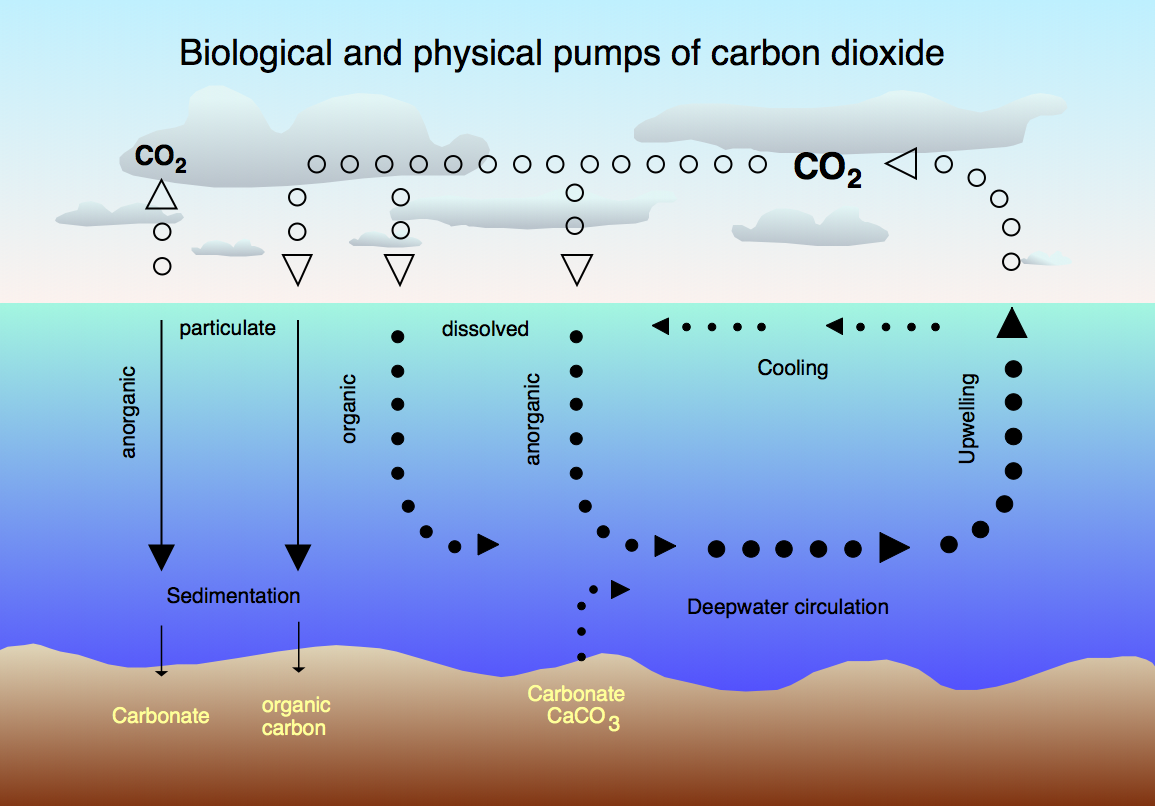
Il ciclo della CO_{2} tra l'atmosfera e le acque oceaniche.

Il carbonato di calcio è sostanzialmente insolubile nelle acque di superficie che sono in genere soprasature in calcite. I gusci calcarei del plancton morto tendono pertanto a cadere lungo la colonna d'acqua marina e ad adagiarsi sul fondo oceanico rimanendo sostanzialmente inalterati, per lo meno fino a quando raggiungono il lisoclino, il livello al quale la solubilità del carbonato comincia ad aumentare in modo considerevole.
 
Un ulteriore aumento della profondità porta al completo dissolvimento dei gusci carbonatici secondo la seguente equazione:
{\displaystyle \mathrm {CaCO_{3}+CO_{2}+H_{2}O\ \rightleftharpoons \ Ca^{2+}(aq)+2\ HCO_{3}^{-}(aq)} }
Questo livello viene definito come la profondità di compensazione dei carbonati.
Le particelle di sedimenti o di plancton calcareo si possono trovare in forma stabile solamente al di sopra della CCD. Pertanto, se il fondo marino si trova al di sopra della CCD, i sedimenti possono essere costituiti anche da sostanze calcaree o gessose, mentre se si trova ad una profondità maggiore i sottili gusci calcarei fanno in tempo a dissolversi o prima di raggiungere il fondo o successivamente in tempi relativamente brevi, impedendo pertanto l'accumulo e la permanenza di residui composti da CaCO3 sul fondale.
Un'eccezione a questo principio può avvenire se i sedimenti calcarei vengono inizialmente deposti al di sopra della CCD (come può avvenire in una dorsale oceanica) e subito ricoperti da fanghiglia silicea o da argilla nella zona abissopelagica. In questo caso un eventuale successivo sprofondamento del fondale al di sotto del livello della CCD, non porta al dissolvimento del carbonato, il cui contatto con l'acqua è impedito dagli strati protettivi soprastanti. Una situazione analoga avviene se il guscio calcareo viene rapidamente trasportato al di sotto della CCD, ma ricoperto di sedimenti prima che abbia fatto in tempo a sciogliersi. Anche in questo caso si può avere la conservazione di un residuo calcareo a quote altrimenti non possibili.

## Variazioni del valore della CCD

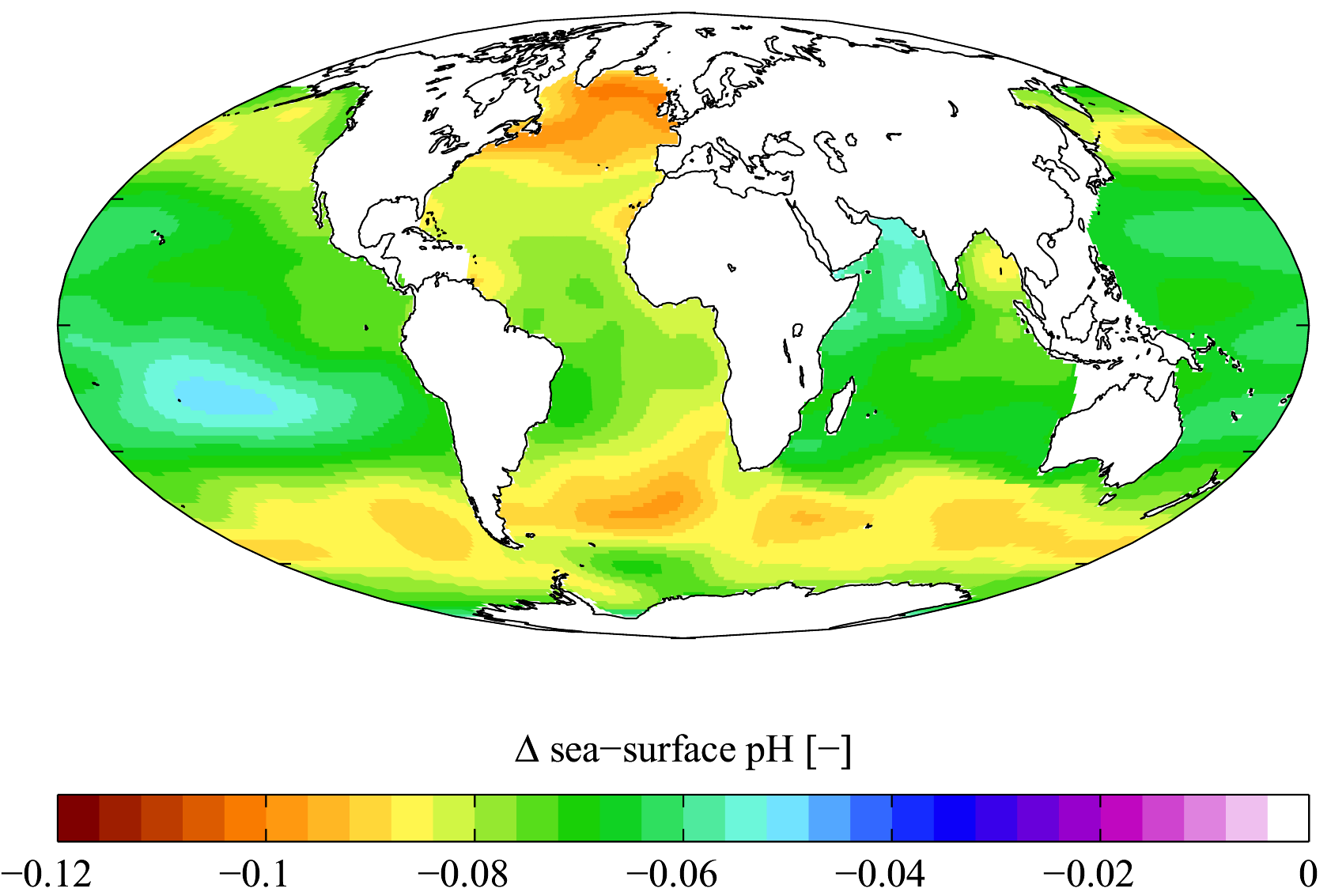
Cambiamento del pH della superficie marina causato da CO_{2} di origine antropogenica tra il 1700 e il 1990.

Il valore effettivo della CCD dipende dal livello di solubilità del carbonato di calcio, che a sua volta è funzione della temperatura, della pressione, della composizione chimica dell'acqua e della sua acidità, data in particolare dalla quantità di CO2 disciolta nell'acqua. La solubilità del carbonato in acqua aumenta con la pressione e al diminuire della temperatura; inoltre aumenta all'aumentare della concentrazione di CO2 disciolta. Infatti nell'equazione precedente un aumento dell'anidride carbonica tende a spostare verso destra l'equilibrio della reazione, producendo più Ca2+ e HCO3- a scapito di CO2 e carbonato di calcio, secondo il principio di Le Châtelier dell'equilibrio chimico.
Il livello attuale della CCD nell'Oceano Pacifico è situato attorno a 4.200-4.500 metri, eccetto che nella zona equatoriale di risalita delle acque dove il limite è attorno a 5.000 m. Nella parte temperata e tropicale dell'Oceano Atlantico la CCD si posiziona attorno ai 5.000 m, mentre nell'Oceano Indiano si trova ad una posizione intermedia. 
La variazione della profondità della CCD è collegata al periodo di tempo intercorso da quando le acque di profondità sono state esposte alla superficie; questo periodo viene chiamato "età della massa d'acqua". Per questo la CCD è in media più profonda nell'Atlantico, più superficiale nel Pacifico e intermedia nell'Oceano Indiano. Le età relative di questi bacini si possono dedurre dallo schema della circolazione termoalina della corrente oceanica. Dal momento che la sostanza organica, come le deiezioni fecali dei copepoda, tende a precipitare dalla superficie verso le acque profonde, le acque abissali tendono ad accumulare nel tempo l'anidride carbonica disciolta. Le masse d'acqua più vecchie hanno una concentrazione di anidride carbonica più alta e di conseguenza una CCD meno profonda. La CCD è relativamente più superficiale alle alte latitudini, eccetto che nel Nord Atlantico e negli Oceani meridionali dove si instaura una corrente verso il basso. Questa corrente porta verso le profondità acqua giovane di superficie, che è relativamente povera di CO2 e pertanto abbassa la profondità della CCD.
La profondità della CCD ha subito profonde variazioni nel corso delle varie ere geologiche. Dal Cretaceo all'Eocene, soprattutto durante il caldo periodo del massimo termico del Paleocene-Eocene, la CCD era posizionata a livelli meno profondi di quelli attuali in quanto, a seguito dell'elevata attività vulcanica, la concentrazione atmosferica di anidride carbonica era molto più elevata dell'attuale e di conseguenza aumentava anche la sua pressione parziale nell'acqua oceanica. L'effetto era parzialmente compensato dall'elevata temperatura dell'acqua che ostacola la dissoluzione del carbonato.  Verso la fine dell'Eocene, la diminuzione dell'effetto serra portò ad un incremento della profondità della CCD. 
Ai giorni nostri è possibile che l'aumento della concentrazione della CO2 atmosferica derivante dall'utilizzo di combustibili fossili, possa portare ad innalzare il livello della CCD a partire dalle zone dove sono presenti correnti dirette verso il basso.

## Profondità di compensazione dell'aragonite

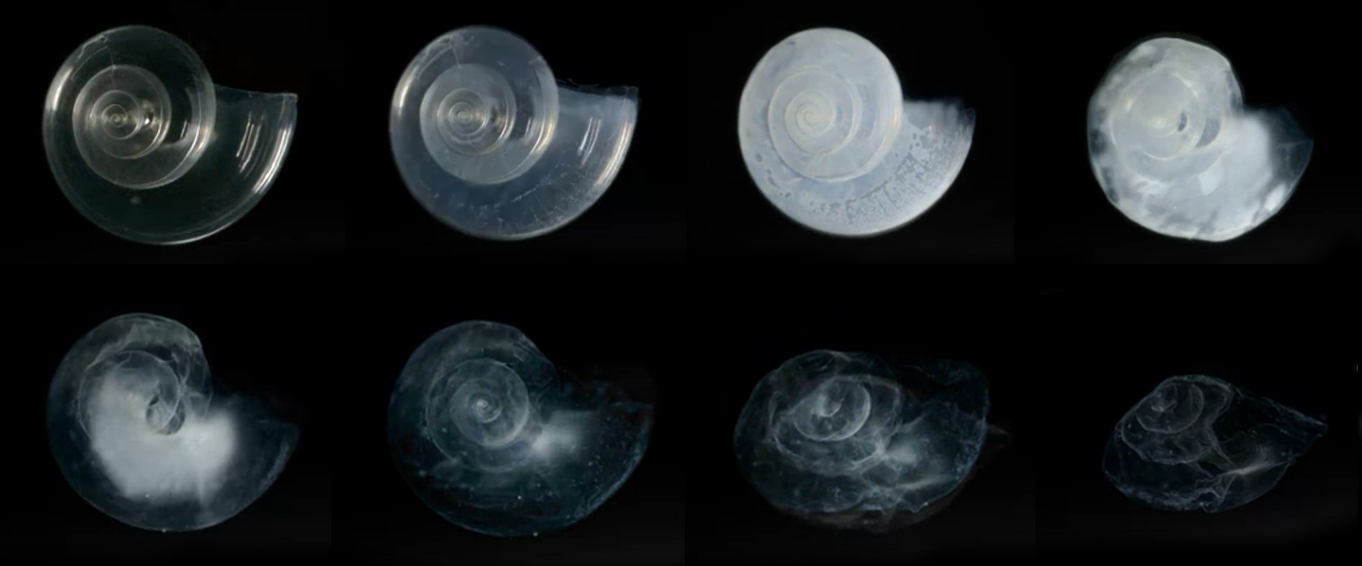
Fasi della dissoluzione del guscio dei pteropodi, il componente principale della frazione aragonitica dei fanghi carbonatici di acque profonde.

L'aragonite è più solubile in acqua della calcite. Di conseguenza, l'aragonite inizia a dissolversi a una profondità inferiore rispetto alla calcite, il che significa che la profondità in cui la velocità di dissoluzione dell'aragonite è almeno pari alla velocità di ingresso, si trova più in alto nella colonna d'acqua rispetto al corrispondente livello per la calcite. Questo livello è chiamato "profondità di compensazione dell'aragonite" (in lingua inglese abbreviato in ACD, Aragonite Compensation Depth). Alle basse latitudini l'ACD si trova in media circa a 1.500 metri di profondità, con oscillazioni tra 2.000-3.000 m nell'Atlantico e tra 500 e 1.500 m nell'Oceano Indiano e nel Pacifico.

## Aspetti geomorfologici
Poiché al di sotto della CCD il carbonato di calcio non può esistere in equilibrio se non per tempi brevi, anche le rocce che lo contengono, come le rocce calcaree o carbonatiche, tendono necessariamente a dissolversi. A profondità superiori a quella di compensazione dei carbonati pertanto non è possibile trovare questo tipo di roccia, ma si hanno strutture a base di rocce sialiche, femiche, o di altri tipi non calcarei.